# Ehrendivision 1951/52
Die Ehrendivision 1951/52 war die 38. Spielzeit der höchsten luxemburgischen Fußballliga.
In dieser Saison gingen zehn Mannschaften an den Start. The National Schifflingen gewann den ersten Meistertitel in der Vereinsgeschichte. Titelverteidiger Jeunesse Esch belegte den siebten Platz. Absteiger gab es keinen, da ab der nächsten Spielzeit wieder zwölf Klubs antraten.

## Abschlusstabelle
| Pl. | Verein                    | Sp. | S  | U | N  | Tore    | Quote | Punkte |
| --- | ------------------------- | --- | -- | - | -- | ------- | ----- | ------ |
| 1.  | The National Schifflingen | 18  | 10 | 4 | 4  | 039:260 | 1,50  | 24:12  |
| 2.  | Spora Luxemburg           | 18  | 10 | 3 | 5  | 035:280 | 1,25  | 23:13  |
| 3.  | Stade Düdelingen          | 18  | 9  | 3 | 6  | 024:220 | 1,09  | 21:15  |
| 4.  | Progrès Niederkorn        | 18  | 6  | 6 | 6  | 037:340 | 1,09  | 18:18  |
| 5.  | CS Fola Esch (N)          | 18  | 8  | 2 | 8  | 039:400 | 0,98  | 18:18  |
| 6.  | Red Boys Differdingen     | 18  | 6  | 6 | 6  | 026:270 | 0,96  | 18:18  |
| 7.  | Jeunesse Esch (M)         | 18  | 6  | 5 | 7  | 035:280 | 1,25  | 17:19  |
| 8.  | Union Luxemburg           | 18  | 8  | 1 | 9  | 040:450 | 0,89  | 17:19  |
| 9.  | SC Tétange (P)            | 18  | 5  | 6 | 7  | 029:310 | 0,94  | 16:20  |
| 10. | FC Racing Rodingen        | 18  | 1  | 6 | 11 | 023:460 | 0,50  | 08:28  |

| (M) | amtierender Meister               |
| (P) | amtierender Pokalsieger           |
| (N) | Neuaufsteiger aus der 1. Division |

### Kreuztabelle
| 1951/52                   | The National Schifflingen | Spora Luxemburg | Stade Düdelingen | Progrès Niederkorn | Fola Esch | Red Boys Differdingen | JEU | Union Luxemburg | SC Tétange | RRO |
| ------------------------- | ------------------------- | --------------- | ---------------- | ------------------ | --------- | --------------------- | --- | --------------- | ---------- | --- |
| The National Schifflingen |                           | 0:1             | 3:3              | 2:1                | 4:1       | 2:1                   | 2:1 | 1:5             | 3:3        | 1:1 |
| Spora Luxemburg           | 3:2                       |                 | 2:0              | 3:1                | 4:1       | 1:3                   | 0:0 | 1:0             | 1:0        | 1:0 |
| Stade Düdelingen          | 0:1                       | 3:1             |                  | 1:1                | 3:0       | 2:0                   | 1:0 | 2:3             | 2:2        | 1:0 |
| Progrès Niederkorn        | 1:3                       | 1:4             | 3:0              |                    | 1:2       | 2:2                   | 1:0 | 3:2             | 3:1        | 4:1 |
| CS Fola Esch              | 1:0                       | 1:0             | 1:2              | 3:3                |           | 1:2                   | 2:1 | 5:1             | 4:0        | 7:3 |
| Red Boys Differdingen     | 1:3                       | 2:2             | 0:1              | 2:2                | 2:1       |                       | 0:0 | 1:2             | 1:0        | 1:0 |
| Jeunesse Esch             | 2:3                       | 2:2             | 3:1              | 2:2                | 4:1       | 4:1                   |     | 5:2             | 3:1        | 1:2 |
| Union Luxemburg           | 0:1                       | 7:4             | 2:0              | 1:4                | 2:3       | 3:6                   | 1:1 |                 | 2:1        | 4:3 |
| SC Tétange                | 1:1                       | 3:2             | 0:1              | 2:1                | 7:4       | 0:0                   | 4:1 | 2:0             |            | 2:2 |
| FC Racing Rodingen        | 0:7                       | 2:3             | 0:1              | 3:3                | 1:1       | 1:1                   | 2:5 | 2:3             | 0:0        |     |